# Pim Koopman
Wilhelmus Frederikus (Pim) Koopman (Hilversum, 11 maart 1953 – aldaar, 23 november 2009) was een Nederlandse drummer, producer, componist en stemacteur.

## Levensloop
Koopman kwam uit een muzikale familie, vader Wim (Wilhelmus Frederikus Koopman) was slagwerker en moeder Jopie (Johanna Hendrina van Brugge) speelde piano. Grootvader Wilhelmus Frederikus Koopman was fluitist. Hijzelf was tussen 1976 en 1986 getrouwd met Michele van Drunen en tussen 1986 en 1990 met Janny Arendina Garrits. Latere levensgezel werd jeugdvriendin Marrigje van Teeseling.
Op school wilde het niet vlotten, van gymnasium ging hij naar HAVO; hij wilde niet leren maar muziekspelen. Zijn ouders wisten hem echter te stimuleren in het leren door te beloven dat als hij die studie afrondde hij aan het Hilversums Conservatorium kon gaan studeren. Tijdens zijn studie aldaar op piano en slagwerk leerde hij Ton Scherpenzeel en Max Werner kennen. De studie maakte hij echter niet af. In 1972 richtte hij samen met Ton Scherpenzeel de band Kayak op. Daarvoor hadden ze samen al vanaf 1968 in de plaatselijke bandjes (Balderdash en High Tide Formation) gespeeld.
In 1976 verliet Koopman Kayak en richtte hij zich op produceren en componeren. Hij had succes met groepen als Pussycat, Maywood, Time Bandits en Sandy Coast. Koopman componeerde ook de filmmuziek voor de films Doctor Vlimmen (1978) en Kort Amerikaans (1979). In 1978 richtte hij samen met Rob Vunderink de rockgroep Diesel op. Het nummer Sausalito Summernight werd een hit in Amerika. In 1981 stapte Koopman uit Diesel. Van 1983 tot 1985 vormde hij samen met Okkie Huijsdens de band The President. Daarna produceerde hij albums van Pater Moeskroen (Heimwee), Robby Valentine, Valensia en Petra Berger, en de come-backsingle van Shocking Blue The jury and the judge.
In de jaren 1988-1989 maakte Koopman weer deel uit van Diesel en de band had een kleine hit met het door hem 
geproduceerde Samantha. Daarna deed Koopman tot twee keer toe met reünies van Diesel mee (in de jaren 1999-2000 en in 2006-2007). Kayak kwam in 1999 weer bij elkaar en bracht het album Close to the Fire uit. Een jaar later nam de groep Diesel ook weer een album op.
Koopman was ook stemacteur. Hij sprak reclamespotjes en documentaires in en deed mee aan een aantal nagesynchroniseerde Amerikaanse tekenfilms, waaronder Happy Feet, Cars en The Incredibles.
Pim Koopman overleed op 56-jarige leeftijd aan een hartstilstand.
Postuum kwam in 2021 de ep Reappearance uit met nummers van hem en Cindy Oudshoorn, bedoeld voor Kayak, die indertijd echter op de plank was blijven liggen.

## Werk als stemacteur
- Dinosaur, als Kron
- Barnyard, als Ben de Koe
- Happy Feet, als Lovelace
- Lilo & Stitch, als Cobra Bubbles
- Lilo & Stitch: The Series, als Cobra Bubbles
- Mickey, Donald en Goofy als de drie musketiers, als Kapitein Boris
- Cars, als Mack
- The Incredibles, als De Ondermijner
- Ben 10, als Diamondhead, Fourarms, Benviktor, Ripjaws, Dr. Vicktor, Enforcer Alien, Technorg en Vulkanus
- Ben 10: Alien Force, als Swampfire, Chromastone, Way Big, Reinrassic III (Later overgenomen van Victor van Swaay), Dr. Animo, Cannonbolt, Magister Gilhil, Dragon, Highbreed
- Brother Bear, als Tug/Ted
- Sinbad: De held van de zeven zeeën, als Jed
- Paniek op de Prairie, als Junior, de buffel
- Piratenplaneet, als Scroop
- American Dragon: Jake Long, als Zwarte Draak
- Megas XLR, als Gorrath, Guardian
- Fantastic Four, als Ronan the Accuser, Mole man, Hulk, Iron man, Annihilus
- Tarzan II, als Kago
- Star Wars: The Clone Wars, als Graaf Dooku
- Sprookjesboom, als Sprookjesboom in de serie
- Shrek, als De Grote Boze Wolf
- Shrek 2, als De Grote Boze Wolf en De Bakker
- Shrek the Third, als De Grote Boze Wolf
- Kung Fu Panda, overige stemmen
- Far Far Away Idol, als De Grote Boze Wolf
- Danny Phantom, als Kreupelhout
- The Marvelous Misadventures of Flapjack, als Eight-Armed Willy
- Eon Kid, als Khan, Scar
- Garfield: A Tail of Two Kitties, als Rommel
- Yu-Gi-Oh! The Movie: Pyramid of Light, als Verteller
- Foster's Home for Imaginary Friends, als Eduardo
- Biker Mice from Mars, als Lawrence Limburger
- The Emperor's New School, als Kavo
- Barbie als Rapunzel (2002), als Koning Frederik